# كفر رجب
كفر رجب إحدى قرى مركز كفر شكر التابع لمحافظة القليوبية بجمهورية مصر العربية.

## السكان
بلغ عدد سكان كفر رجب 5,931 نسمة، حسب الإحصاء الرسمي لعام 2006.